# Valspar
Valspar est une entreprise spécialisée dans la fabrication de peinture et d'enduits. Son siège social est situé à Minneapolis aux États-Unis.

## Histoire
En mars 2016, Sherwin-Williams lance une offre d'acquisition sur Valspar pour 9,3 milliards de dollars.